# John Rabe (película)
John Rabe es una película biográfica de 2009 escrita y dirigida por el alemán ganador del Oscar Florian Gallenberger, y protagonizada por Ulrich Tukur, Daniel Brühl y Steve Buscemi. 
Cuenta la historia de John Rabe, un empresario alemán que salvó más de 200.000 chinos utilizando sus contactos en el partido Nazi durante la masacre de Nankín cometida por el Ejército Imperial Japonés, aliado de la Alemania nazi, tras la batalla de Nankín de 1937. 
Basada en los diarios del propio Rabe, el rodaje de la película comenzó en 2007, y fue estrenada el 7 de febrero de 2009 en el Festival de cine de Berlín. John Rabe no fue proyectada en los cines de Japón y fue objeto de enérgicas críticas por parte de los japoneses ultranacionalistas que niegan los hechos sucedidos. La película consiguió siete nominaciones en los premios Lola del cine alemán, incluyendo Mejor película, Mejor director (Gallenberger), Mejor actor (Tukur) y Mejor actor de reparto (para Buscemi, una de las pocas veces en las que se nominó a un actor no alemán).
El papel principal iba a ser interpretado por Ulrich Mühe, pero el actor falleció antes del comienzo del rodaje.

## Reparto
- Ulrich Tukur - John Rabe
- Daniel Brühl - Dr. Georg Rosen
- Steve Buscemi - Dr. Robert Wilson
- Jingchu Zhang - Langshu
- Anne Consigny - Valérie Dupres
- Dagmar Manzel - Dora Rabe
- Gottfried John - Trautmann
- Teruyuki Kagawa - Prince Asaka
- Yu Fang - Han
- Mathias Herrmann - Jochen Fließ
- Akira Emoto - General Matsui
- Christian Rodska - Dr. Lewis Smythe
- Christoph Hagen Dittmann - Christian Kröger

## Producción
Florian Gallenberger dijo que aunque el trabajo con las autoridades de censura chinas fue extenso, no fue imposible. La película resultante fue juzgada satisfactoriamente. Las políticas internacionales entre China y Japón fueron erráticas e interferían entre ellas. En cierto momento hubo preocupaciones acerca de las buenas relaciones entre ambos países, lo que interrumpió la producción. Sin embargo, después de que se publicó un libro escolar que omitía la masacre de Nankín, se volvió a dar el visto bueno nuevamente para continuar la película.

## Premios
La película fue nominada a siete premios Lola, incluyendo mejor película, mejor director (Gallenberger), mejor actor (Tukur) y mejor actor de reparto (Buscemi, una de las pocas veces que se nominó a un actor no alemán en estos premios). Se llevó los premios a mejor película, mejor actor, mejor diseño de producción y mejor vestuario. Además el protagonista, Ulrich Tukur, ganó el premio al mejor actor en los premios Bávaros del Cine de 2009.

## Recibimiento

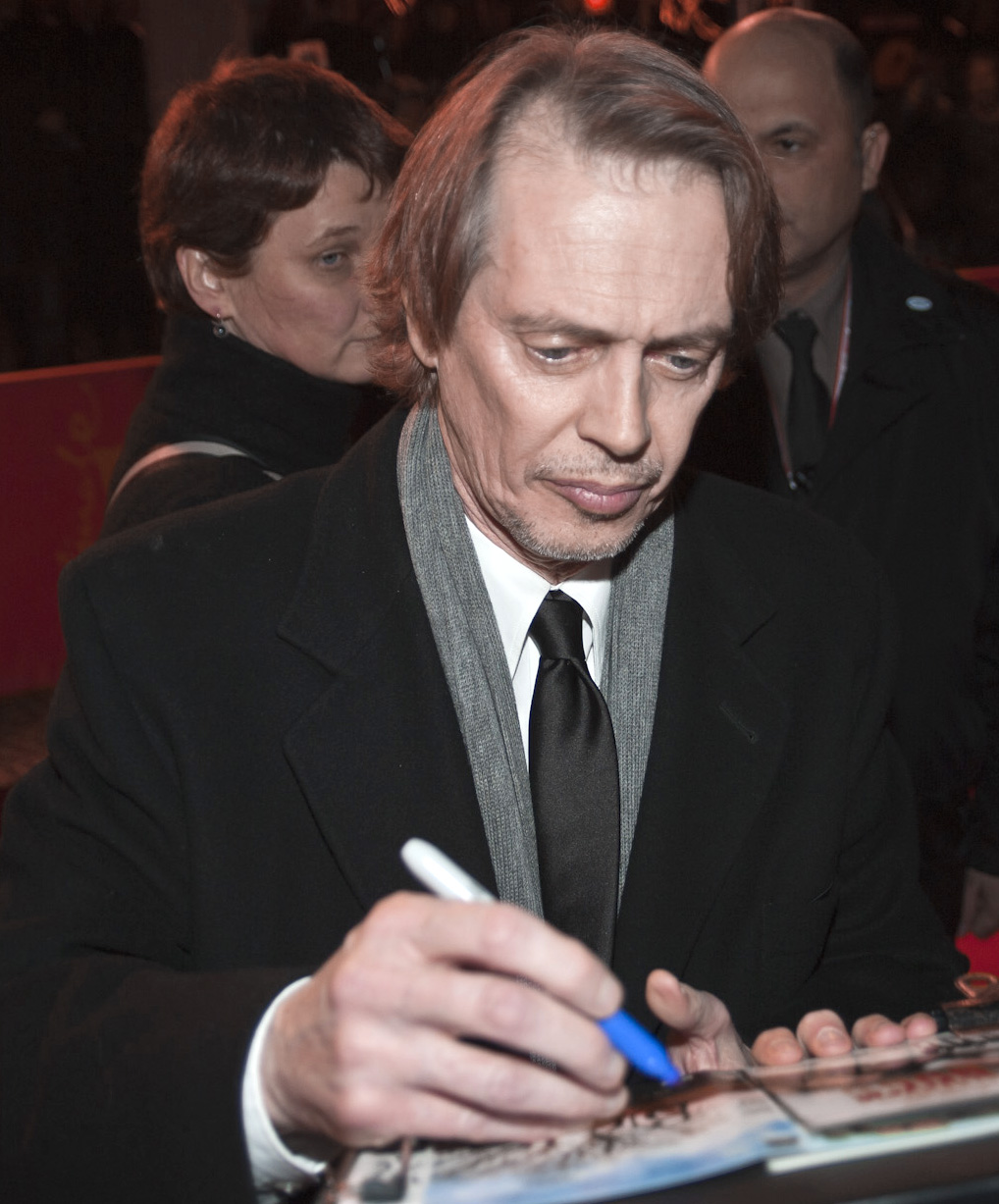
Steve Buscemi en la proyección de la película en el Festival de Cine de Berlín (2009)

John Rabe recibió un nivel "fresco" de 75% con 24 críticas positivas de 32 en Rotten Tomatoes, y un 77% de aprobación basado en 640 votos.
La película, que ha sido comparada con La lista de Schindler, recibió una valoración favorable por parte de The New York Times. Sin embargo, en la reseña notaron que "con sus sólidas actuaciones y amplios sets... John Rabe tiene sus momentos vicerales. Pero también carga con clichés manipuladores de un guion en el cual la exposición le saca peso al desarrollo de personajes", y que también "cuenta la historia casi exclusivamente desde un punto de vista occidental".

## Reacción en Japón
En Japón todas las distribuidoras importantes se negaron a ver la película. Florian Gallenberger también confirmó esas dificultades. Una potencial distribuidora japonesa le preguntó al director si podían eliminar todas las escenas en las que aparecía el príncipe Asaka, el comandante del ejército japonés en su último ataque a Nankín, pero Gallenberger se negó. La orden de "matar a todos los prisioneros" se instauró bajo el mando de Asaka.
La película, no fue estrenada en los cines de Japón y fue una de varias que conmemoraron el 70 aniversario de los eventos de Nankín, tuvo una oposición vociferante por parte de los nacionalistas de derecha japoneses, quienes incluso lanzaron algunas películas japonesas afirmando que la masacre de Nankín nunca ocurrió.